# Saison 9 de 24 Heures chrono
Chronologie
Saison 8 24: Legacy
24 heures Chrono - Live Another Day (24: Live Another Day) est la saison 9 de la série télévisée 24 heures Chrono.
Live Another Day (Vivre un autre jour) suit de nouveau les aventures de Jack Bauer, cette fois-ci à Londres, 4 ans après les événements de la saison 8. Ainsi l'action de cette saison se déroulerait donc en septembre 2018 bien qu'aucune date ne soit donnée. Même si le temps réel est toujours utilisé, c'est la première fois qu'une saison ne comporte pas 24 épisodes, mais 12 (une ellipse permet à cette mini-série de couvrir 24 heures).
La diffusion a débuté aux États-Unis le 5 mai 2014 et s'est terminée le 14 juillet 2014 sur FOX. Global a diffusé la saison en simultané et en direct, par rapport à FOX, au Canada.
En France, la saison a été diffusée sur le groupe Canal+, en trois phases. En effet, pour son lancement (deux premiers épisodes), 24 a été diffusée en simultané et en direct par rapport aux États-Unis sur Canal+ en version originale sous-titrée. Avec le décalage horaire, ces deux épisodes ont donc été diffusés aux alentours de 3 h du matin, heure française. Dans un deuxième temps, tous les épisodes ont été diffusés le lendemain de leur diffusion originale sur Canal+ Séries, également en version originale sous-titrée. Enfin, la saison a été diffusée en version française entre le jeudi 11 septembre et le jeudi 2 octobre, sous le titre 24 Heures : Vivre un autre jour, à raison de trois épisodes par soirée, en prime time sur Canal+. La saison a également été diffusée du 9 mars 2015 au 27 avril 2015 sur Antenne Réunion.
Le DVD/Blu-ray de la saison est sorti en France le 17 octobre 2014.

## Synopsis
- Le nouveau président américain James Heller est à Londres alors que la présence d’une base de drones américains fait polémique dans le pays. Il est accompagné par sa fille Audrey qui, enfin remise des sévices subis en Chine, s’est mariée avec Mark Boudreau, le principal conseiller du Président. Dans le même temps, la cellule londonienne de la CIA parvient à capturer Jack Bauer, poursuivi pour le meurtre 4 ans plus tôt à New York de plusieurs officiels russes. Steve Navarro, le chef de la cellule, se félicite de cette capture mais l’agent Kate Morgan se doute de quelque chose. Elle doit cependant se préparer à quitter la cellule après que son mari s'est suicidé après avoir été reconnu coupable de trahison.
- Mais Kate a vu juste : Jack s’est laissé capturer pour pouvoir s’évader avec son amie Chloé O’Brian, retenue prisonnière par la CIA. Chloé travaille désormais pour le hacker Adrian Cross et Jack pense qu’un des membres de l’organisation de Cross, Derrick Yates, est impliqué dans un projet d’assassinat contre Heller. Jack découvre finalement que Yates a mis au point un système permettant de détourner les drones américains qu’il a livrés à Margot Al-Harazi. Cette dernière menace Londres d’un bombardement massif si le Président Heller, responsable de la mort de son mari terroriste plusieurs années plus tôt, ne se rend pas à elle. Capturé par la CIA, Jack convainc Heller de le laisser poursuivre sa mission. Il repart donc sur le terrain aux côtés de Kate.
- Après plusieurs péripéties (tirs de drones sur Londres ; capture de Simone, la fille de Margot ; mise en scène de la mort de Heller), Jack parvient à tuer Margot et à récupérer le système de Yates. Il apparaît alors que le système permet d’infiltrer tous les systèmes de défense de l’armée américaine. C’est alors que Navarro vole l’engin pour le livrer à Cross. Jack capture Navarro, le vrai auteur de la trahison imputée au mari de Kate et découvre que Chloé est complice de Cross. Mais Chloé ignore que Cross a l’intention de livrer le système à Cheng Zhi, ancien espion chinois abandonné par son pays. Désormais en possession du système, Cheng tue Cross et réussit à faire couler un porte-avions chinois par un sous-marin américain.
- Jack doit désormais capturer Cheng pour empêcher une guerre entre l’Amérique et la Chine. Il découvre alors que Boudreau, jaloux de la relation entre Jack et Audrey, a tenté de le livrer aux Russes. Ces derniers veulent aider Cheng à s’évader, car la guerre leur serait profitable. Avec l’aide de Chloé, revenue dans le droit chemin, Jack parvient à arrêter Cheng et après avoir convaincu la Chine d’annuler son attaque, exécute son ancien bourreau. Mais dans le même temps, Audrey est abattue par les hommes de Cheng, malgré l’intervention de Kate. Et Chloé a été enlevée par les Russes.
- 12 heures plus tard, Heller, atteint de la maladie d’Alzheimer, repart à Washington avec le cercueil de sa fille. Boudreau s’apprête à passer le reste de sa vie en prison tandis que Kate préfère démissionner, hantée par la mort d’Audrey et de son mari. Quelque part dans la banlieue de Londres, Jack se livre aux Russes, en échange de la libération de Chloé.

## Distribution

### Acteurs principaux
- Kiefer Sutherland (VF : Patrick Bethune) : Jack Bauer — Ex-agent de la Cellule anti-terroriste, Jack Bauer s'est exilé à Londres après avoir prouvé l'implication du gouvernement russe dans des opérations terroristes il y a 4 ans à New York.
- Yvonne Strahovski (VF : Laura Blanc) : Kate Morgan — Agent brillante et impulsive de la CIA, elle traque Bauer.
- Mary Lynn Rajskub (VF : Patricia Marmoras) : Chloe O'Brian — Brillante analyste loyale envers Jack, elle a risqué son travail pour lui. Après avoir été le chef intérim de la cellule anti-terroriste à New York, elle est arrêtée pour avoir aidé Bauer à fuir les autorités. Elle est fugitive avec Jack.
- Kim Raver (VF : Juliette Degenne) : Audrey Boudreau — Fille de l'ancien secrétaire de la Défense, elle tombe amoureuse de Jack et décide d'aider la CAT pour prouver l'implication du gouvernement américain dans la saison 5. Dans la saison 6, Bauer la délivre des mains des chinois, mais elle se trouve dans un état tragique.
- William Devane (VF : Jean-Bernard Guillard) : James Heller — Ancien secrétaire de la défense et père d'Audrey Boudreau, il a convaincu Bauer de ne plus revoir sa fille, qui s'est retrouvée dans un état tragique à la suite de son enlèvement. Il est devenu aujourd'hui le président des États-Unis.
- Benjamin Bratt (VF : Maurice Decoster) : Steve Navarro — Chef de la CIA, il mène une chasse à l'homme contre Bauer.
- Tate Donovan (VF : Constantin Pappas) : Mark Boudreau — Boudreau travaille à la Maison-Blanche et est le mari d'Audrey Boudreau. Il est le chef de cabinet de la Maison-Blanche.
- Michael Wincott (VF : Mathieu Buscatto) : Adrian Cross — Un hacker qui travaille avec Chloe O'Brian.
- Gbenga Akinnagbe (VF : Raphaël Cohen) : Erik Ritter — Un grand et arrogant agent de la CIA.
- Giles Matthey (en) (VF : Gilduin Tissier) : Jordan Reed — Analyste brillant à la CIA.

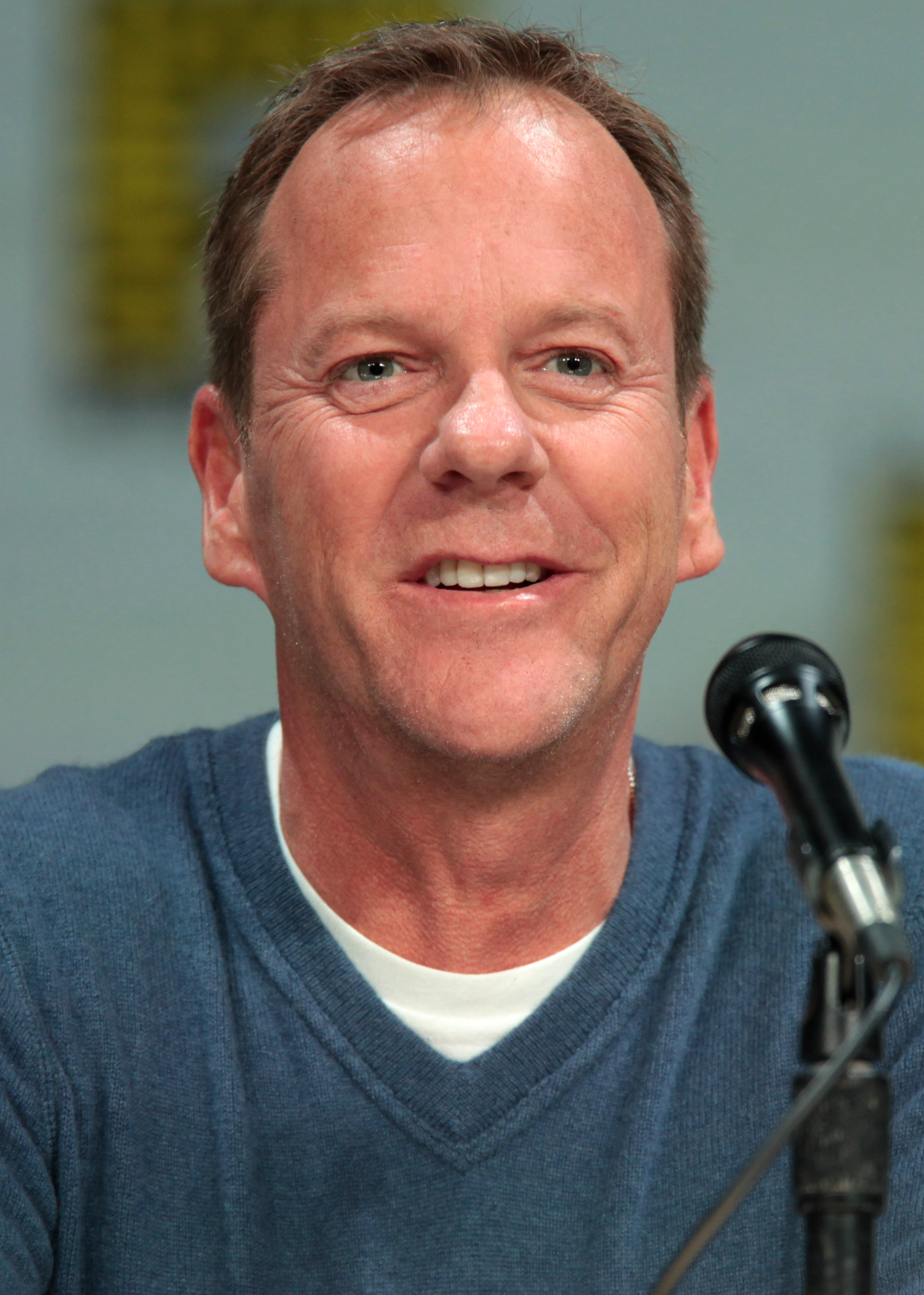
Kiefer Sutherland interprète Jack Bauer.
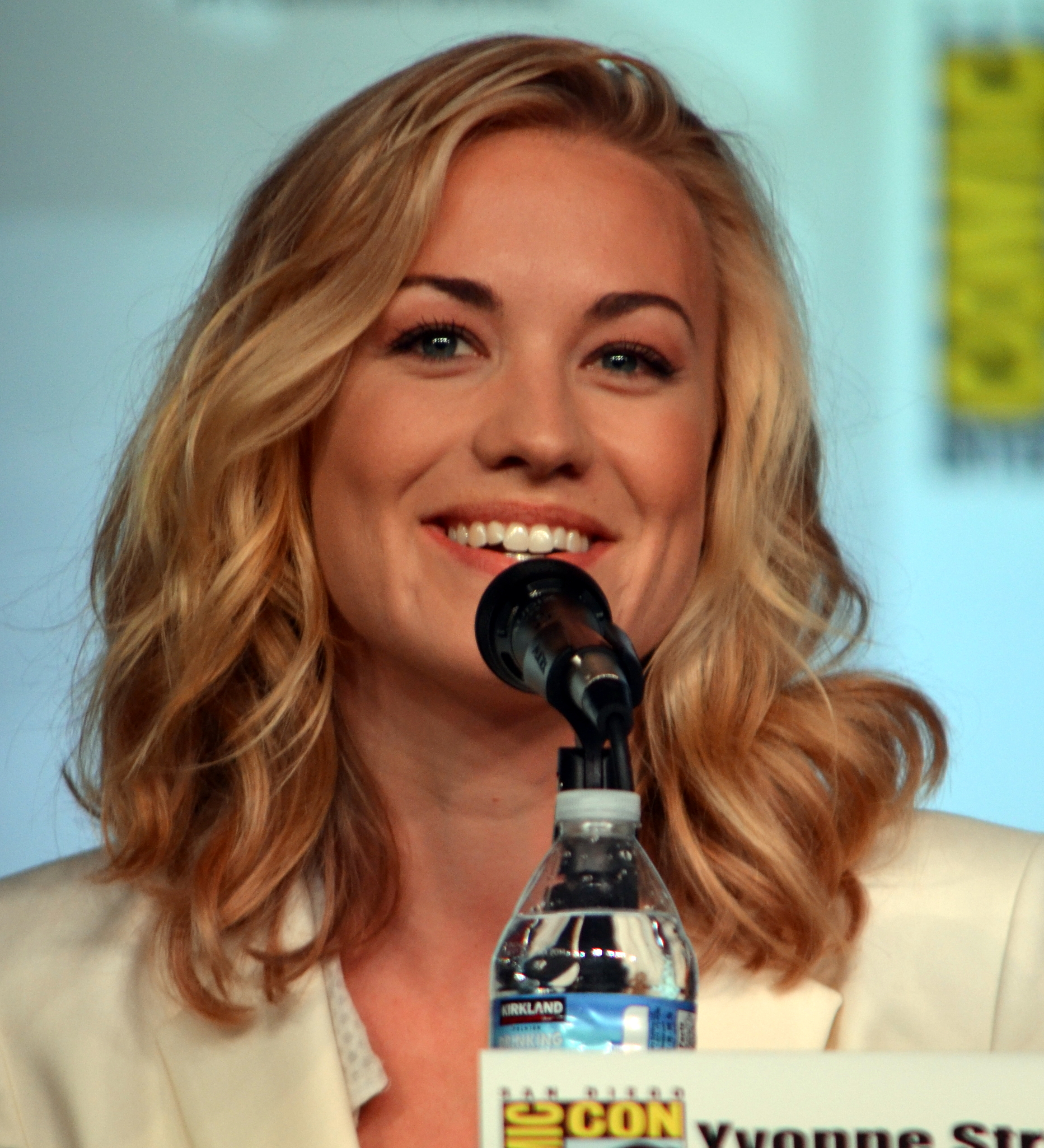
Yvonne Strahovski interprète Kate Morgan.
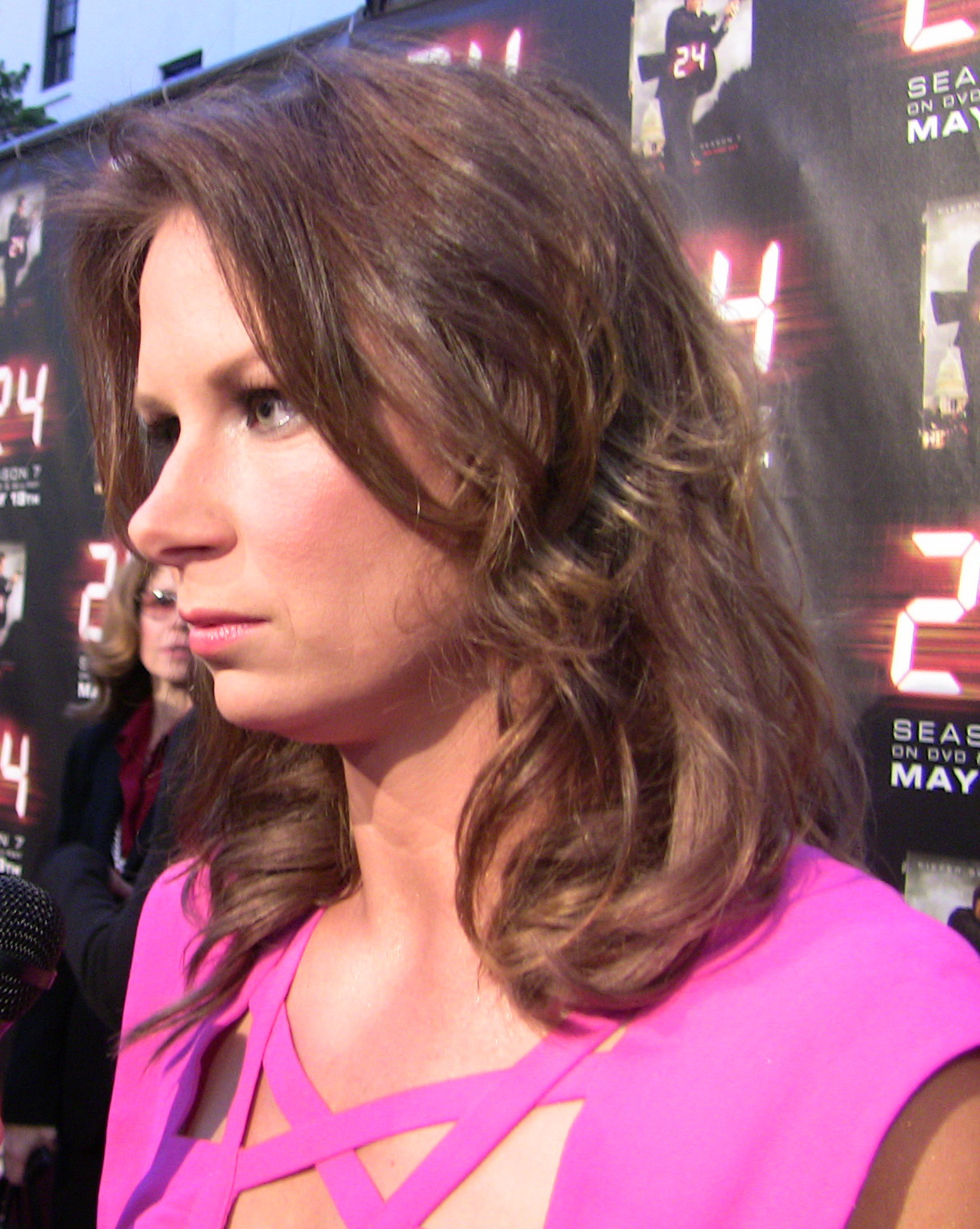
Mary Lynn Rajskub interprète Chloe O'Brian.
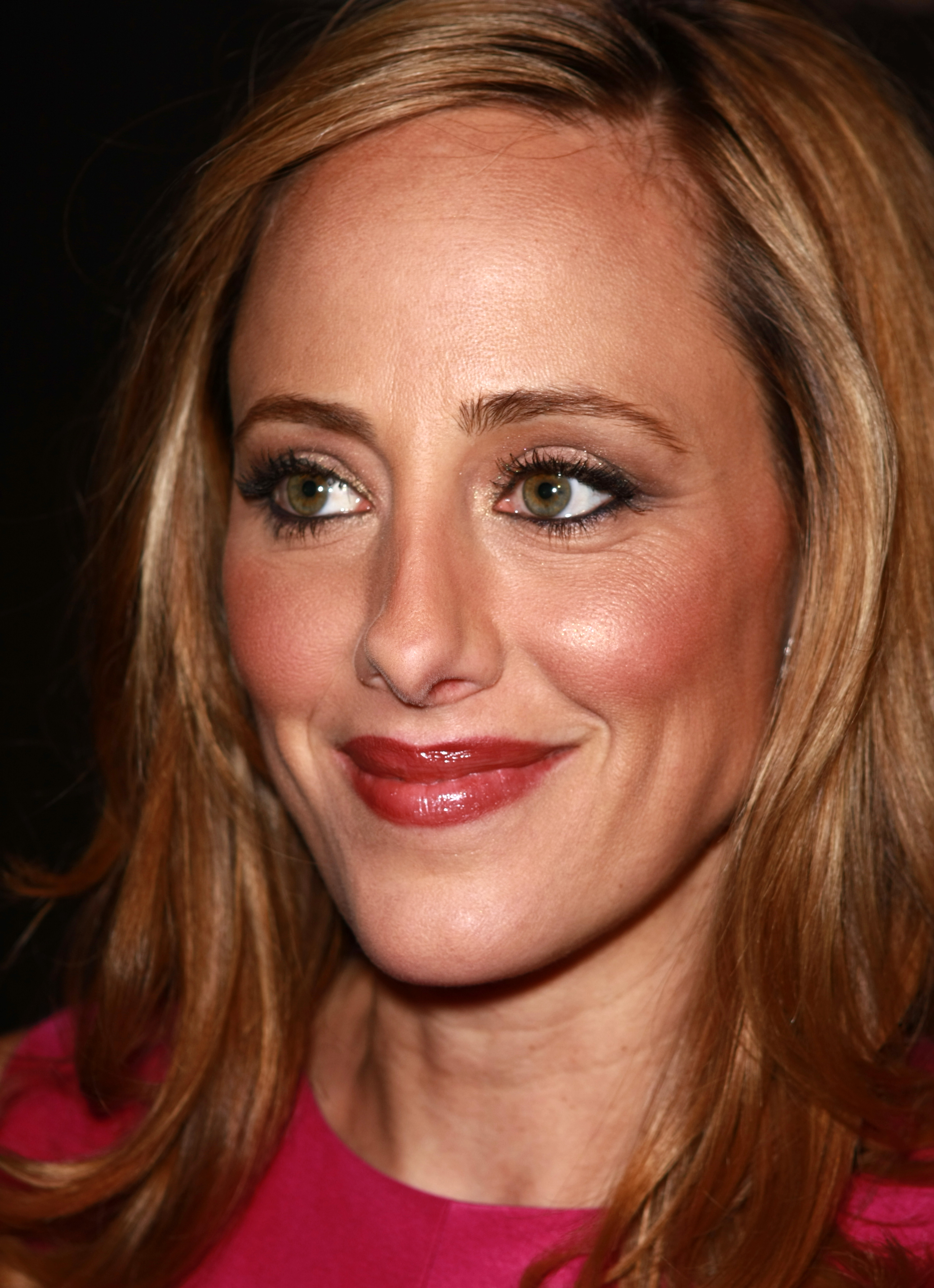
Kim Raver interprète Audrey Boudreau.
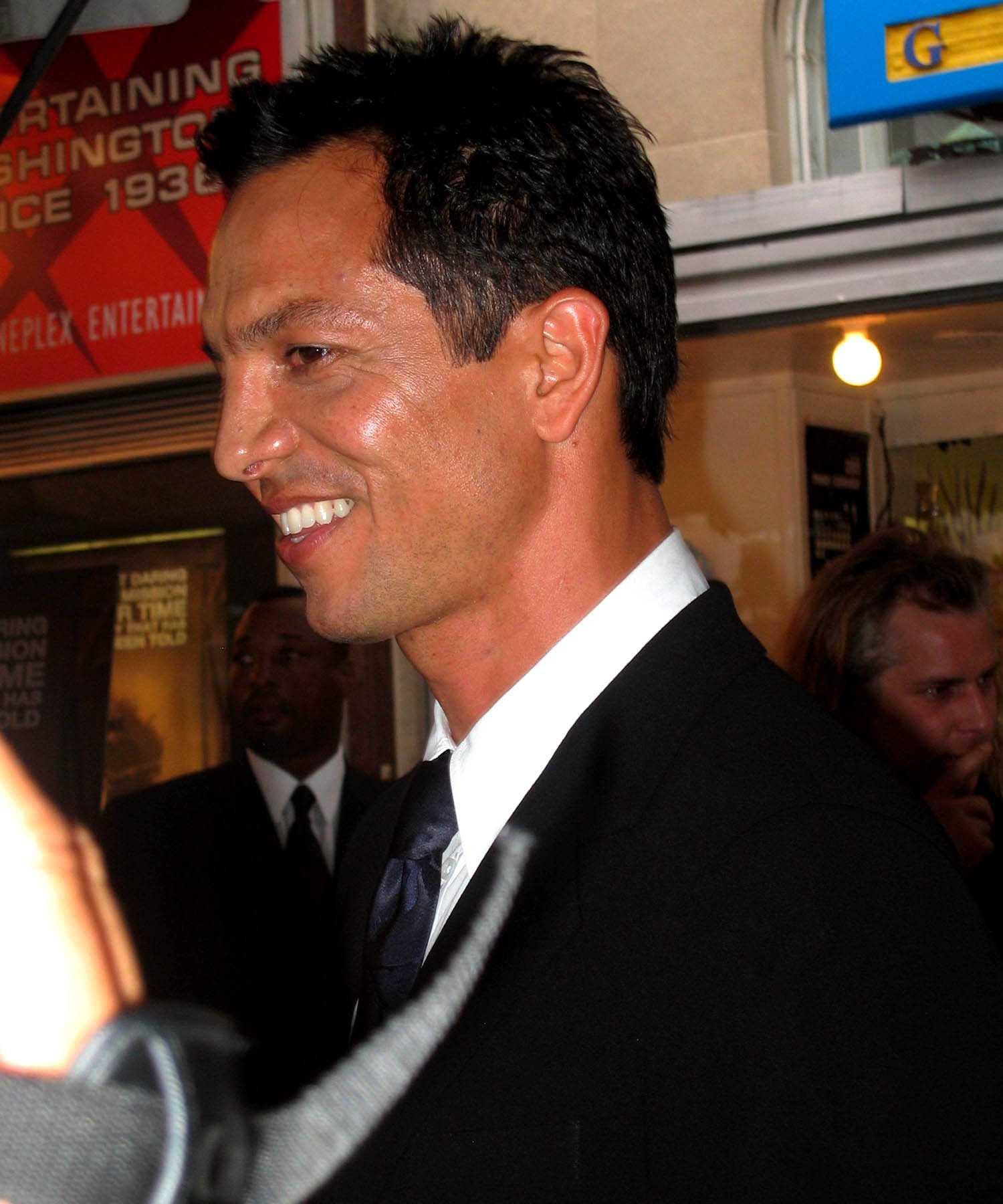
Benjamin Bratt interprète Steve Navarro.
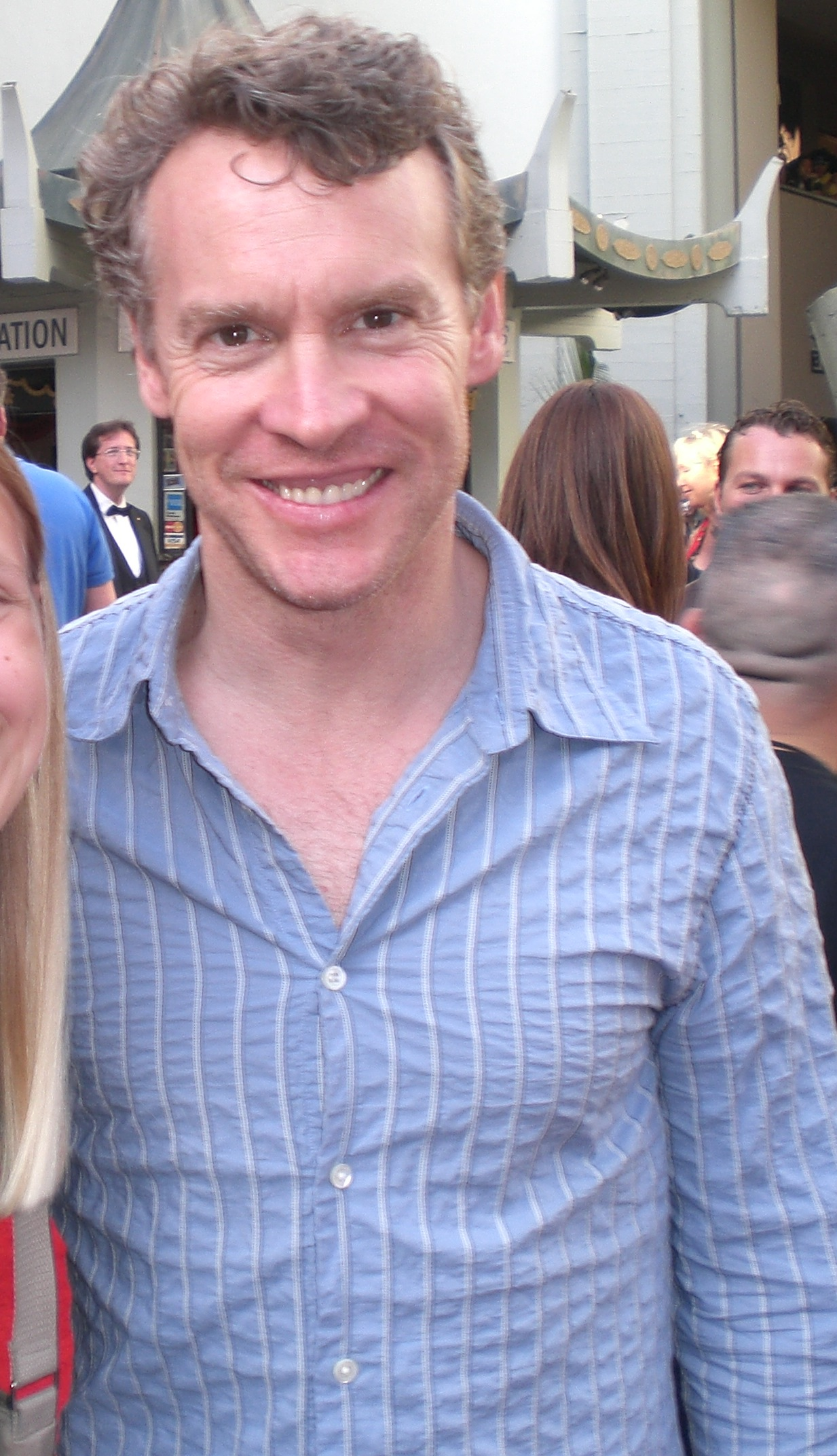
Tate Donovan interprète Mark Boudreau.

### Acteurs récurrents
- Branko Tomovic (VF : Loïc Guingand) : Belcheck — Membre de la Mafia serbe, il aide Jack à empêcher l'attentat contre Heller. (9 épisodes)
- Ross McCall (VF : Marc Saez) : Ron Clark — Un assistant de Mark Boudreau. (9 épisodes)
- Michelle Fairley (VF : Ninou Fratellini) : Margot Al-Harazi — Une Britannique, veuve d'un terroriste notoire. (8 épisodes)
- Stephen Fry (VF : Michel Dodane) : Alastair Davies — Le Premier ministre du Royaume-Uni. (8 épisodes)
- Emily Berrington (VF : Ingrid Donnadieu) : Simone Al-Harazi — La fille de Margot. (7 épisodes)
- Liam Garrigan (VF : Benoît Rivillon) : Ian Al-Harazi — Le fils de Margot. (7 épisodes)
- Colin Salmon (VF : Jean-Louis Faure) : le général Coburn — Un homme intelligent, puissant et très loyal. (7 épisodes)
- Mandeep Dhillon (en) (VF : Julia Boutteville) : Chell — Une membre de l'organisation de Cross. (7 épisodes)
- Adam Sinclair (en) (VF : Philippe Bozo) : Gavin Leonard — Un analyste de la CIA. (6 épisodes)
- Miranda Raison (VF : Marie Zidi) : Caroline Fowlds — Une assistante du Premier ministre. (6 épisodes)
- Stanley Townsend (en) (VF : François Siener) : Anatol Stolnavich — Un vice-ministre russe. (5 épisodes)
- John Boyega (VF : Jean-Baptiste Anoumon) : Chris Tanner — Un pilote de drones pour l'armée. (4 épisodes)
- Sacha Dhawan (VF : Sylvain Agaësse) : Naveed Shabazz — Le petit-ami de Simone. (4 épisodes)
- Joseph Millson (en) : Derrick Yates — Un terroriste qui essaye de tuer le président des États-Unis. (3 épisodes)
- Alex Lanipekun (en) : James Harman — Le tueur envoyé après Reed. (3 épisodes)
- Tzi Ma (VF : Jean-Claude Donda) : Cheng Zhi — L'homme qui a torturé Jack et Audrey. (3 épisodes)
- Philip Winchester (VF : Jean-Pascal Quilichini) : le colonel Shaw — Un colonel de l’armée des États-Unis. (3 épisodes)
- Alec Newman (VF : Damien Boisseau) : le capitaine Kevin Cordero — Un Marine chargé de la sécurité de l'ambassade des États-Unis à Londres. (2 épisodes)
- Corey Johnson (VF : Yann Guillemot) : Ramsey — Un amiral de l’armée des États-Unis. (2 épisodes)
- David Yip : Wei — Le président de la Chine. (2 épisodes)
- Aksel Hennie : Karl Rask — Un trafiquant d’armes que Jack connait. (1 épisode)
- Alex Ferns (en) : Radko — Un homme de main de Rask. (1 épisode)
- Tehmina Sunny (VF : Sophie Baranes) : Farah — La sœur de Naveed. (1 épisode)
- Amir Boutrous : Kareem — Un homme de main de Margot. (1 épisode)
- Shelley Conn (VF : Hélène Bizot) : le lieutenant en chef Helen McCarthy — Elle s'occupe de la sécurité de l'hôpital. (1 épisode)
- Kevin McNally : l'agent russe qui enlève Jack. (1 épisode)
Version française
  - Société de doublage : Nice Fellow[8]
  - Direction artistique : Philippe Peythieu[8]

Sources VF : RS Doublage

## Production

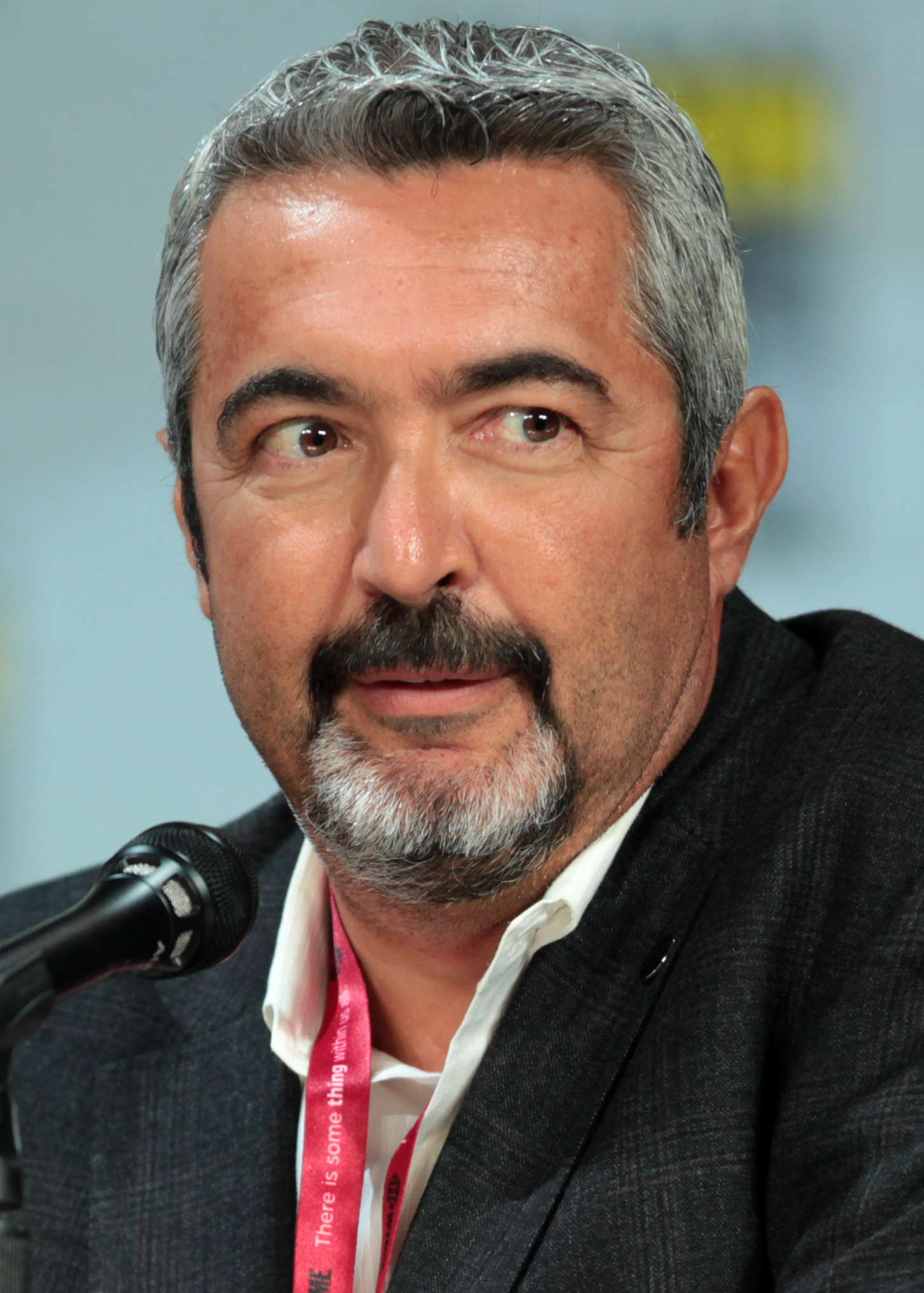
Le réalisateur et producteur exécutif Jon Cassar, au Comic-Con de San Diego en 2014

Le 13 mai 2013, la chaîne FOX annonce le retour de 24 Heures chrono pour 2014, sous la forme d'une mini-série de 12 épisodes intitulée 24: Live Another Day.
Kiefer Sutherland et Mary Lynn Rajskub ont de nouveau signé pour jouer dans cette saison.
Cette saison se déroulera partiellement dans la ville de Londres, au Royaume-Uni, 4 ans après les événements de la saison 8.
Le 4 octobre 2013, les retours de Kim Raver et William Devane sont officialisés.
L'acteur Michael Wincott est le premier nouvel acteur officiel à rejoindre cette nouvelle saison de 24 (les autres étant des anciens de la distribution), le 20 novembre 2013. Il interprétera le rôle d'Adrian, un hacker.
Le 19 décembre 2013, Judy Davis intègre le casting de cette nouvelle saison. Elle doit interpréter le rôle de Margot, une Britannique, veuve d'un terroriste notoire. Davis a remporté en 1992 un Golden Globe et a été nommée deux fois à l'Oscar de la meilleure actrice. Le 5 février 2014, soit deux semaines avant le début du tournage de ses premières scènes, Judy Davis quitte la série pour raisons personnelles. Les producteurs, qui souhaitent quand même garder ce rôle, sont à la recherche d'une autre actrice. Le 12 février 2014, les producteurs annoncent Michelle Fairley pour reprendre le rôle de Margot. Fairley est notamment connue pour avoir joué dans la série Game of Thrones.
Les acteurs Gbenga Akinnagbe (vu notamment dans The Wire et Graceland) et Giles Matthey (vu dans True Blood) sont annoncés le 23 décembre 2013. Ils incarneront des agents de la CIA.
Le 13 janvier 2014, FOX dévoile la date du début de diffusion pour le 5 mai 2014, lui attribuant la case du lundi à 21 h et annonce que les deux 1ers épisodes seront diffusés à la suite lors de cette même soirée de 20 h à 22 h. Le même jour l'actrice Yvonne Strahovski est annoncée au casting, elle incarnera une opératrice de la CIA.
Le 16 janvier 2014, il est révélé que Benjamin Bratt rejoint le casting pour incarner le rôle du chef des opérations de la CIA qui est aux trousses de Jack Bauer.
Le 21 janvier 2014, il est annoncé que Tate Donovan rejoint lui aussi le casting.
L'acteur anglais Stephen Fry est annoncé dans le rôle du Premier ministre Alastair Davies, le 27 janvier 2014.
Le 29 janvier 2014, les acteurs John Boyega et Ross McCall rejoignent eux aussi le casting.
Les acteurs Branko Tomovic, Mandeep Dhillon, Duncan Pow et Joseph Millson, ainsi que Charles Furness et Emily Berrington rejoignent également Kiefer Sutherland pour la neuvième journée de Jack Bauer.
Quatre premiers teasers, de 15 secondes chacun, et une bande annonce, de 45 secondes, ont été révélés pour cette saison le dimanche 2 février 2014, pendant le Super Bowl, un des événements les plus regardés de la télévision américaine, rassemblant souvent plus de 100 millions de téléspectateurs.
Le 4 février 2014, c'est l'acteur Colin Salmon qui s'engage pour jouer un général. Il devrait être le dernier acteur à rejoindre le casting. Cependant, le lendemain, Tamer Hassan rejoint également l'équipe. D'autres acteurs ont également été engagés pour jouer des rôles plus mineurs.
Deux jours avant la diffusion des deux premiers épisodes, FOX a diffusé le samedi 3 mai 2014 de 20 h 30 à 21 h un making-of de la saison contenant notamment des interviews des acteurs et des créateurs.

## Liste des épisodes
Pour la toute première fois, la saison contient seulement 12 épisodes, contrairement aux précédentes saisons qui en contenaient toutes 24. Toutefois, il a été confirmé que la saison reprend bien le concept heure par heure et qu'elle se déroule toujours sur 24 heures, une ellipse temporelle ayant lieu dans le dernier épisode.

### Épisode 1:11h00 - 12h00
- États-Unis /  Canada : 5 mai 2014 sur Fox / Global
- France :
  - 6 mai 2014 sur Canal+[5] (en VOSTFr) puis sur Canal+ Séries[5] (en VOSTFr)
  - 11 septembre 2014 sur Canal+[6] (en VF)
  - 9 mars 2015 sur Antenne Réunion

- États-Unis : 8,08 millions de téléspectateurs[36] (première diffusion)
- Canada : 1,86 million de téléspectateurs[37] (première diffusion + différé 7 jours)

- Michael Bodie (le lieutenant Dennon)
- Christina Chong (Mariana)
- Thomas Christian (l'agent Nash)
- Mark Holden (l'agent de sécurité de la CIA)
- Rashid Phoenix (l'agent Miller)
- Arkie Reece (le technicien qui s'occupe du polygraphe)
- Jonah Russell (l'officier anglais)
- Nigel Whitmey (le major Shepherd)
- Max Wrottesley (l'agent Dean)

Ces événements se déroulent entre 11:06 et 12:00.
Ils sont rapportés en temps réel.
- La branche de la CIA à Londres capture Jack Bauer (invisible depuis quatre ans), un peu trop facilement au goût de l'agent Kate Morgan. Jack garde le silence pendant son interrogatoire mené par l'agent Steve Navarro, ne réagissant que quand Morgan lui demande s'il cherche quelqu'un dans le bâtiment. Transféré dans une autre partie du complexe, Jack parvient à échapper à la vigilance des agents de la CIA qui le surveillaient et récupère Chloe O'Brian avant de s'enfuir avec elle.
- Le président Heller est également à Londres, avec sa fille Audrey et son chef de cabinet Mark Boudreau, afin de signer un accord avec les Britanniques concernant des drones. Mark cache à Audrey et à son père que Jack a refait surface.
- Le lieutenant Chris Tanner, pilote de drones pour l'armée, perd soudainement le contrôle de son appareil qui fait feu sur le convoi militaire composé d’Américains et de Britanniques qu'il était censé protéger.

- En prenant en compte les personnes qui ont regardé l'épisode dans les sept jours suivant sa diffusion (notamment en l'enregistrant), l'audience passe de  8,08 millions de téléspectateurs à  11,46 millions de téléspectateurs (+  3,38 millions de téléspectateurs), soit une hausse de 42 %. Sur le taux des 18-49 ans, celui-ci augmente de 1.1 point, passant de 2.6 points (voir la section ci-dessous) à 3.7 points (également une hausse de 42 %)[38].

### Épisode 2:12h00 - 13h00
- États-Unis /  Canada : 5 mai 2014 sur Fox / Global
- France :
  - 6 mai 2014 sur Canal+[5] (en VOSTFr) puis sur Canal+ Séries[5] (en VOSTFr)
  - 11 septembre 2014 sur Canal+[6] (en VF)
  - 9 mars 2015 sur Antenne Réunion

- États-Unis : 8,08 millions de téléspectateurs[36] (première diffusion)
- Canada : 1,7 million de téléspectateurs[37] (première diffusion + différé 7 jours)

- David Avery (Donny)
- Darren Clarke (le barman)
- Nabil Elouahabi (Mick)
- Charles Furness (Pete)
- Tamer Hassan (Basher)
- James Allenby-Kirk (Stosh)
- Duncan Pow (le capitaine Greg Denovo)
- James Puddephatt (le lieutenant Ken)
- Jason Wong (l'agent McRoberts)
- Thomas Christian (l'agent Nash)

Ces événements se déroulent entre 12:00 et 13:00.
- Chloé retourne dans le groupe de hackers auquel elle appartient. Suivie en secret par Jack qui croit que son organisation qui veut tuer le président Heller, Bauer demande où se trouve Derrick Yates, membre du groupe qui serait à l'origine du complot selon Jack. Yates ne fait en fait plus partie du groupe mais Jack arrive quand même à retrouver sa trace. Yates est bien celui qui a attaqué le groupe de militaires avec le drone et veut tuer Heller. Il arrive, avec une complice, à échapper à Jack, ce dernier étant bloqué par la CIA. Jack, avec l'aide de Chloe, arrive aussi à leur échapper.
- Le lieutenant Tanner est questionné par ses supérieurs qui le croient coupable de l'attaque sur le convoi militaire.
- Le président Heller, qui veut parler devant le parlement britannique au sujet du drone, montre des signes de maladie mentale en perdant à certains moments la mémoire.
- La complice de Yates double ce dernier et le tue. Elle se révèle être la fille de celle qui a ordonné à Yates d'effectuer l'attaque avec le drone.

- En prenant en compte les personnes qui ont regardé l'épisode dans les sept jours suivant sa diffusion (notamment en l'enregistrant), l'audience passe de  8,08 millions de téléspectateurs à  11,46 millions de téléspectateurs (+  3,38 millions de téléspectateurs), soit une hausse de 42 %. Sur le taux des 18-49 ans, celui-ci augmente de 1.1 point, passant de 2.6 points (voir la section ci-dessous) à 3.7 points (également une hausse de 42 %)[38].

### Épisode 3:13h00 - 14h00
- États-Unis /  Canada : 12 mai 2014 sur Fox / Global
- France :
  - 13 mai 2014 sur Canal+ Séries[5] (en VOSTFr)
  - 11 septembre 2014 sur Canal+[6] (en VF)
  - 16 mars 2015 sur Antenne Réunion

- États-Unis : 6,48 millions de téléspectateurs[40] (première diffusion)
- Canada : 1,36 million de téléspectateurs[41] (première diffusion + différé 7 jours)

- James Allenby-Kirk (Stosh)
- David Avery (Donny)
- Nick Chopping (le manifestant no 3)
- Darren Clarke (le barman)
- John Cummins (le membre du Parlement no 1)
- Lex Daniel (le manifestant no 1)
- Jace Desay (le membre du gang rival no 1)
- Terry Diab (le membre du Parlement no 2)
- Ken Drury (l'annonceur)
- Charles Furness (Pete)
- Tamer Hassan (Basher)
- Paul Howell (le gros homme no 1)
- Muzz Khan (le membre du gang rival no 2)
- Nicholas Khan (le membre du Parlement no 3)
- Jay McDonald (le manifestant no 2)
- Duncan Pow (le capitaine Greg Denovo)
- Tim Seyfert (Harris)
- Chinna Wodu (le Marine au point de contrôle)

Ces événements se déroulent entre 13:00 et 14:00.
- Jack et Chloé reprennent la trace de Yates. Bauer le trouve mort dans un bar et comprend alors que sa femme l'a doublé, prenant l'appareil. Grâce à Chloé, Jack arrive à le poursuivre dans une rame de métro. Cependant à cause d'une distraction accidentelle de Chloé, ils perdent sa trace. Ils découvrent que la femme s'appelle Simone Al-Harazi, fille de la terroriste internationale Margot Al-Harazi. Plus tard, dans le groupe de hackers, ils comprennent que Tanner a été arrêté et Bauer demande à leur chef, Cross, de l'aider pour entrer dans l'ambassade américaine en utilisant une fausse identité pour interroger Tanner. Cependant Cross bâcle volontairement l'identité de Jack pour qu'il soit arrêté. Conscient de la situation dans laquelle il est mis, Jack crée le chaos en tirant sur les manifestants contre les drones afin d'entrer dans l'ambassade.
- Au même moment, l'agent Morgan interroge Basher et ses hommes, mais ils refusent de parler. Morgan décide de refuser les ordres de Navarro et kidnappe Basher et l'oblige à révéler les activités de Yates, notamment son implication sur les drones. Morgan arrive à l'ambassade et poursuit Bauer.
- Margot Al-Harazi veut utiliser les drones pour attaquer 10 sites britanniques, mais le plan est retardé lorsqu'elle comprend que l'équipement nécessaire pour activer le dispositif doit être contourné. Simone réconforte son mari Naveed qui doute s'il pourra tuer des innocents.
- Le président Heller, malgré les préoccupations d'Audrey et Mark, insiste pour donner un discours devant le Parlement britannique. L'assistant de Mark prépare une ordonnance de restitution de Jack aux Russes, qui exige l'approbation du président. Mark imite secrètement la signature de Heller pour obtenir l'ordre.

### Épisode 4:14h00 - 15h00
- États-Unis /  Canada : 19 mai 2014 sur Fox / Global
- France :
  - 20 mai 2014 sur Canal+ Séries[5] (en VOSTFr)
  - 18 septembre 2014 sur Canal+[6] (en VF)
  - 16 mars 2015 sur Antenne Réunion

- États-Unis : 5,72 millions de téléspectateurs[42] (première diffusion)
- Canada : 1,43 million de téléspectateurs[43] (première diffusion + différé 7 jours)

- James Allenby-Kirk (Stosh)
- Jennifer Armour (Jenny)
- Will Austin (le Marine no 2)
- John Cummins (le membre du Parlement no 1)
- Terry Diab (le membre du Parlement no 2)
- Ken Drury (l'annonceur)
- Charles Furness (Pete)
- Dexter Galang (l'otage no 1)
- Nicholas Khan (le membre du Parlement no 3)
- Provence Maydew (l’otage no 3)
- Julian Moore-Cook (Williams)
- Duncan Pow (le capitaine Greg Denovo)

Ces événements se déroulent entre 14:00 et 15:00.
- Au sein de l'ambassade, Jack Bauer rejoint Tanner et lui demande de lui donner sa clé de vol, qui contient les enregistrements de frappes, pour prouver son innocence et donc le piratage commis par des terroristes. Poursuivi par les Marines et les agents Morgan et Ritter, il se réfugie dans une salle blindée et prend trois otages pour transmettre les données à la cellule de Chloé. Averti de sa présence et de la prise d'otages dans l'ambassade par Mark, James Heller décide de l'appeler en personne pour comprendre ses agissements. Jack lui révèle les faits qu'a commis Margot Al-Harazi et les possibles futures attaques avec les drones. Même si Audrey croit vivement en son innocence, Mark la convainc de donner l'assaut. Au même moment, persuadée de son innocence, Kate Morgan arrive à rejoindre la salle blindée. Jack lui accorde sa confiance et lui donne la clé. Lorsque les Marines entrent, ils trouvent Bauer menotté et arrêté par l'agent Morgan, le plaçant sous contrôle de la CIA.
- Ne voulant pas tuer d’innocents, Naveed réussit à convaincre Simone d'abandonner le projet et de s'enfuir ensemble. Après plusieurs hésitations, Simone accepte mais va finalement avouer ses intentions à sa mère. Margot oblige Naveed à céder en torturant sa fille. Il accepte de piloter les drones.

### Épisode 5:15h00 - 16h00
- États-Unis /  Canada : 26 mai 2014 sur Fox / Global
- France :
  - 27 mai 2014 sur Canal+ Séries[5] (en VOSTFr)
  - 18 septembre 2014 sur Canal+[6] (en VF)
  - 6 avril 2015 sur Antenne Réunion

- États-Unis : 5,71 millions de téléspectateurs[44] (première diffusion)
- Canada : 1,22 million de téléspectateurs[45] (première diffusion + différé 7 jours)

- James Allenby-Kirk (Stosh)
- Jennifer Armour (Jenny)
- Will Austin (Arthur)
- Christina Chong (Mariana)
- Charles Furness (Pete)
- Dexter Galang (l'otage no 1)
- Provence Maydew (l'otage no 3)
- Julian Moore-Cook (Williams)
- Abubakar Salim (Tom)
- Daniel Singh (Fazil)

Ces événements se déroulent entre 15:00 et 16:00.
- Ayant pris la clé de vol, Kate Morgan appelle Chloé pour lui demander des preuves qui impliqueraient un piratage du drone de Tanner par les terroristes. Avec l'aide d'Adrian, Chloe détecte les données de piratage et les transmet à la CIA. James Heller est mis au courant dans l'immédiat et demande l'atterrissage de tous les drones, mais six d'entre eux ne répondent plus. Navarro retire Morgan du terrain, mais celle-ci décide de travailler avec la cellule de Chloé. Adrian refusant de continuer d'aider la CIA, il part avec ses collègues.
- Jack est conduit à la résidence du président Heller et lui propose qu'il contacte un prisonnier qui connait Margot Al-Harazi s'il le remet sur le terrain. Cependant Heller refuse, ne voulant pas un nouveau conflit avec les Russes. Audrey, à son tour, voit Jack et renoue avec lui après quelques échanges intimes. Elle lui confie que la CIA a localisé la demeure où se cachent les Al-Harazi. La CIA décide de lancer un assaut, qui est suivi par Heller depuis sa résidence.
- Margot Al-Harazi déclare via une vidéo qu'elle lancera ses drones si Heller ne se livre pas à elle dans les trois prochaines heures, pour le rendre coupable de l'attaque qu'elle prépare. La terroriste veut se venger d'une attaque américaine de drone qui a lieu il y a quelques années qui a tué son mari ainsi que des enfants. Comprenant que Naveed l'a trahie en traçant la vidéo pour que les autorités les découvrent, elle donne les commandes à son fils Ian. Il envoie la CIA dans une autre maison. Grâce à Chloé, Kate indique que la maison est un leurre. Les agents de la CIA évacuent mais la majorité meurt lors d'une frappe de drone ordonnée par Margot. Elle élimine ensuite Naveed.

### Épisode 6:16h00 - 17h00
- États-Unis /  Canada : 2 juin 2014 sur Fox / Global
- France :
  - 3 juin 2014 sur Canal+ Séries[5] (en VOSTFr)
  - 18 septembre 2014 sur Canal+[6] (en VF)
  - 6 avril 2015 sur Antenne Réunion

- États-Unis : 6,18 millions de téléspectateurs[46] (première diffusion)
- Canada : 1,49 million de téléspectateurs[47] (première diffusion + différé 7 jours)

- David Bark-Jones (le colonel britannique)
- Christina Chong (Mariana)
- Simon Green (le ministre no 1)
- Christopher Hatherall (le voisin)
- Aykut Hilmi (l'agent du MI5 no 2)
- William Key (l'homme armé)
- Julian Kostov (l'agent Harwell)
- Sean Knopp (l'agent du MI5 no 1)
- Kola Krauze (Danilo)
- Niall MacGregor (Woodfeld)
- Nikita Mehta (Yasmin)
- Abubakar Salim (Tom)
- Daniel Singh (Fazil)

Ces événements se déroulent entre 16:00 et 17:00.
- À la suite de la frappe de Margot, Heller accepte l'ultimatum de Jack et l'envoie en mission. Celui-ci demande le retour sur le terrain de Kate Morgan pour l'aider. Ils se rendent chez un vendeur d'armes que Jack connait depuis deux ans, Karl Rask, ce dernier possédant des liens avec Margot. Mais Jack l'a trahi en se servant de lui pour arrêter des trafiquants. Un de ses partenaires, Nils, a été tué par Rask. Cependant, Jack veut arriver à le convaincre que le traître n'était autre que Nils et qu'il a vendu des informations à une femme agent de la CIA et lui a volé de l'argent. Jack demande à Kate si elle veut se présenter à lui en tant que contact de Nils à la CIA. Malgré les risques et une faible chance de succès, Kate se sacrifie. Jack lui injecte du Propofol pour qu'elle devienne inconsciente et ne puisse pas être interrogée.
- Un vice-ministre russe contacte Mark Boudreau et lui demande quand Bauer sera remis aux Russes. Il possède en effet le document qu'a signé Boudreau en secret à la place du président. Bauer étant en opération, Boudreau lui indique qu'il le rappellera plus tard. Le Premier ministre Davies, doutant des capacités de Heller, charge le MI5 d'enquêter sur le contact de Bauer et envoie une équipe pour l'arrêter.
- Ayant convaincu Rask, Bauer souhaite qu'il se connecte à un compte pour recevoir son argent afin de permettre à Chloé de télécharger ses données, pouvant espérer remonter jusqu’à Margot. En attendant, Rask utilise un produit pour neutraliser le Propofol injecté à Kate pour l'interroger. Ses hommes la torturent pour savoir si une autre taupe existe au sein de leur groupe. L'assaut du MI5 débarque chez Rask, qui se suicide en dégoupillant une grenade. Chloé arrive finalement à localiser un téléphone, qui est celui de Simone.
- Craignant que Naveed ait révélé à sa sœur Farah des informations compromettantes, Margot envoie Simone chez Farah avec pour mission de l'éliminer, ainsi que sa fille Yasmine. Simone comprend que Farah ne sait rien et tente de la convaincre de s'enfuir mais, dans un mouvement de panique, Farah est tuée accidentellement sous les yeux de Yasmine. Celle-ci s'enfuit dans les rues de Londres, poursuivie par Simone qui finit par se faire renverser par un autobus.
- À la CIA, Steve Navarro s'éloigne et appelle un contact lui indiquant que Jordan Reed a des doutes sur la culpabilité du mari de Kate. Navarro se sent en danger, ayant peur que l'analyste comprenne que les preuves impliquant le mari de Kate ont été fabriquées de toutes pièces.

### Épisode 7:17h00 - 18h00
- États-Unis /  Canada : 9 juin 2014 sur Fox / Global
- France :
  - 10 juin 2014 sur Canal+ Séries[5] (en VOSTFr)
  - 25 septembre 2014 sur Canal+[6] (en VF)
  - 13 avril 2015 sur Antenne Réunion

- États-Unis : 6,28 millions de téléspectateurs[49] (première diffusion)
- Canada : 1,37 million de téléspectateurs[50] (première diffusion + différé 7 jours)

- Ben Dimmock (le conducteur du bus)
- Adrian Grove (l'ambulancier no 1)
- Christopher Hatherall (le voisin)
- Bella Heesom (l'infirmière de Yasmin)
- Daniel Hill (le chirurgien)
- Aykut Hilmi (l'agent du MI5 no 2)
- Jamie Martin (le commandant du MI5)
- Nikita Mehta (Yasmin)
- Courtney Winston (l'officier de police sur le site du bus accidenté)

Ces événements se déroulent entre 17:00 et 18:00.
- Ayant localisé Simone grâce à son accident, Chloé comprend qu'elle est conduite à l'hôpital St Edwards afin d'être réanimée. Ayant la police à ses trousses, elle quitte la cellule d'Adrian et se réfugie dans un bar. Jack et Kate se rendent à l'hôpital. Kate décide d'interroger Yasmin et comprend que Simone a voulu les protéger, elle et sa mère, de Margot. Jack décide de convaincre Simone de parler puis la torture, en vain. Margot, ayant peur que son identité soit découverte, envoie Kareem à l'hôpital. Le suspectant, Jack et Kate le poursuivent mais il est tué par deux officiers. Comprenant que la situation lui échappe, Margot envoie un drone sur l'hôpital. Jack comprend grâce au téléphone de Kareem que l'attaque est imminente. Bauer ordonne l'évacuation tandis que Kate déclenche l'alarme. Il évacue Simone, tandis que Kate prend en charge Yasmin. Les voyant filer, le drone mené par Margot prend en chasse le véhicule de Bauer. Celui-ci change à deux reprises de véhicule et prend la fuite. Margot décide de quitter la maison dans laquelle elle se trouve.
- Steve Navarro travaille en réalité pour Adrian Cross. Celui-ci le met en garde contre les agissements de Jordan Reed. Navarro l'envoie en mission et embauche un nettoyeur pour le liquider. Celui-ci le blesse mais Jordan ne meurt pas.
- Mark Boudreau rencontre le vice-ministre russe qu'il a eu au téléphone plus tôt et celui-ci lui se soumet à un chantage, ayant compris qu'il a imité la signature du président pour éloigner Bauer d’Audrey. De son côté le Premier ministre Davies s'excuse envers Heller pour son manque de confiance. James Heller décide d'appeler Margot et lui dit qu'en réponse à son ultimatum, il va se livrer à elle.

### Épisode 8:18h00 - 19h00
- États-Unis /  Canada : 16 juin 2014 sur Fox / Global
- France :
  - 17 juin 2014 sur Canal+ Séries[5] (en VOSTFr)
  - 25 septembre 2014 sur Canal+[6] (en VF)
  - 13 avril 2015 sur Antenne Réunion

- États-Unis : 5,63 millions de téléspectateurs[51] (première diffusion)
- Canada : 1,35 million de téléspectateurs[52] (première diffusion + différé 7 jours)

- Julian Kostov (l'agent Harwell)
- Martin McDougall (l'agent en chef)
- Hywel Simons (l'agent Williams)
- Daniel Singh (Fazil)
- Rhashan Stone (le médecin de la CIA)

Ces événements se déroulent entre 18:00 et 19:00.
- James Heller informe Jack de sa décision et lui demande de l'aide. Mark est également au courant et aide Jack à planifier un plan pour fuir la résidence sans que Heller soit reconnu. Une réunion est organisée avec Audrey afin que personne ne soit au courant de la fuite du président. Ayant réussi à s'échapper de la résidence, Jack et Heller se rendent en hélicoptère au stade Wembley, le lieu de rendez-vous donné par Margot. Audrey lit la lettre de démission de son père et reproche à son mari de ne pas l'avoir informée de sa décision, pensant qu'elle aurait pu l'en dissuader.
- Jack oblige Kate à réveiller Simone pour l'interroger. Celle-ci révèle l'adresse de sa mère, tout en précisant qu'elle ne serait pas là et qu'un disque qui pourrait contrôler le système a été caché par Naveed sous le lit. Kate envoie une équipe et reçoit le téléchargement du disque qu'elle envoie à Chloe. Ayant peu de matériel à disposition, Chloe essaie de faire de son mieux mais il lui faut du temps.
- Jordan Reed arrive à semer le tueur et appelle Navarro pour le mettre au courant de la situation et lui demander de l'aide. Celui-ci lui demande sa localisation précise et lui fait croire qu'il envoie Erik. Cependant il appelle le nettoyeur et l'envoie aux trousses de Reed. Ce dernier arrive à le tuer mais se fait grièvement blesser (on ne sait pas s'il est mort). Navarro annonce à Cross que l'analyste est mort. Ensuite, Adrian Cross appelle Chloe mais celle-ci est trop occupée à aider Jack.
- Au stade, Heller confie à Jack qu'il a signé une grâce présidentielle pour lui. Sous les yeux de Jack, il se dirige vers le milieu du stade et meurt à la suite d'une frappe de drone de Margot.

- Cet épisode est le 200e de la série.

### Épisode 9:19h00 - 20h00
- États-Unis /  Canada : 23 juin 2014 sur Fox / Global
- France :
  - 24 juin 2014 sur Canal+ Séries[5] (en VOSTFr)
  - 25 septembre 2014 sur Canal+[6] (en VF)
  - 20 avril 2015 sur Antenne Réunion

- États-Unis : 5,71 millions de téléspectateurs[53] (première diffusion)
- Canada : 1,42 million de téléspectateurs[54] (première diffusion + différé 7 jours)

- James Allenby-Kirk (Stosh)
- Christina Chong (Mariana)
- Mark Dexter (Marlow)
- Charles Furness (Pete)
- Fraser James (Larson)
- Aaron McCusker (le technicien du DOD)
- James Puddephatt (le lieutenant Ken)
- Abubakar Salim (Tom)
- Daniel Singh (Fazil)
- Louis Tamone (l'agent des Services Secrets no 2)

Ces événements se déroulent entre 19:00 et 20:00.
- Margot Al-Harazi comprend que Bauer a sauvé James Heller en diffusant une vidéo au préalable enregistrée au stade. Ayant abandonné ses cinq drones, elle garde le dernier et vise la Gare de Londres-Waterloo. Chloe transmet la cible au Premier Ministre qui fait évacuer les lieux. Jack confie Heller à Belcheck et appelle Audrey pour lui révéler que son père est vivant. Ayant localisé la planque de Margot, la CIA envoie Kate et Erik ainsi qu'une équipe d'assaut. Comprenant qu'il est impossible d'entrer dans le bâtiment, Jack descend en rappel du toit et jette Ian de la fenêtre. Il prend le contrôle du drone et l'envoie dans la Tamise. Ensuite il pousse Margot dans le vide.
- La menace terroriste écartée pour de bon, Kate est appelé par un informateur qui lui révèle que Jordan Reed est retrouvé assassiné dans un garage. Très vite, avec l'aide de Jack, elle comprend qu'il a été tué par un professionnel. Le dispositif de drone arrive à la CIA pour être analysé et Jack comprend qu'il peut contrôler tout un arsenal, bien plus que des drones. Au même moment, un de ses amis à la CIA à Langley lui informe que le nettoyeur avait pour contact Steve Navarro. Ce dernier se sentant en danger, il demande de l'aide à Adrian Cross qui souhaite en retour qu'il lui donne le dispositif. Navarro est contraint de tuer l'analyste et de voler le dispositif. Il est pourchassé par Bauer mais celui-ci perd sa trace. Adrian se rend au lieu de rendez-vous, accompagné de sa petite-amie, Chloe.

### Épisode 10:20h00 - 21h00
- États-Unis /  Canada : 30 juin 2014 sur Fox / Global
- France :
  - 1er juillet 2014 sur Canal+ Séries[5] (en VOSTFr)
  - 2 octobre 2014 sur Canal+[6] (en VF)
  - 20 avril 2015 sur Antenne Réunion

- États-Unis : 5,72 millions de téléspectateurs[55] (première diffusion)
- Canada : 1,32 million de téléspectateurs[56] (première diffusion + différé 7 jours)

- James Allenby-Kirk (Stosh)
- Greg Canestrari (l'officier Cohenno du sous-marin)
- Jonathan Chan-Pensley (le bras droit de Cheng)
- Christina Chong (Mariana)
- William Ellis (le bras droit russe no 1)
- Gary Fannin (l'officier Pham du sous-marin)
- Charles Furness (Pete)
- Dan Li (le technicien chinois)
- Geoffrey Lumb (l'agent Ray)
- Nicholas Maude (le médecin de la CIA)
- Ian Porter (le capitaine McColl du sous-marin)
- Ingo Raudkivi (le leader de l’attaque armée russe no 1)
- Arkie Reece (le technicien qui s'occupe du polygraphe)
- Alexis Rodney (l'agent Fuller)
- Michael Rouse (Smith)
- Richard Sherwood (Jenkins)

Ces événements se déroulent entre 20:00 et 21:00.
- Poursuivi par Jack, Steve Navarro remet le dispositif à Adrian Cross. Cependant Navarro n'a pas le temps de fuir et la CIA l'arrête. Jack voit qu'Adrian Cross et Chloe ont pris le dispositif mais il n'arrive pas à les arrêter. De retour à la CIA, il interroge Navarro pour savoir comment retrouver Cross. Navarro demande l'immunité et Erik, devenu à présent chef de la station de la CIA à Londres, refuse que Jack le torture. Comprenant qu'il a piégé son mari en vendant des informations aux chinois, Kate est bouleversée de la trahison de Navarro et arrive à le faire parler, ce dernier révélant qu'il a mis un émetteur sur le dispositif pour pouvoir le localiser et donne son code. Au même moment, Adrian confie à Chloe qu'il veut accéder aux arsenaux mondiaux et exploiter les pare-feux pour partager ces informations grâce au dispositif. Chloe doute mais Adrian l'oblige à rester.
- Mark, ayant des doutes à propos des sentiments d'Audrey à son égard, lui demande si elle ressent toujours des sentiments pour Jack. Énervé, Mark appelle le vice-ministre russe et lui dit de localiser le téléphone de Bauer pour l'arrêter. Il lui transmet le code de transmission de son téléphone.
- Adrian et Chloe arrivent à la nouvelle planque et voient leurs collègues assassinés. Décidés à s'enfuir, ils sont arrêtés par Cheng Zhi qui est en fait le client dupé d'Adrian qui, au départ, devait lui remettre le dispositif qu'il a créé lui-même. Cheng oblige Chloe à réparer le dispositif pour qu'il devienne opérationnel et menace de tuer Adrian. Chloe répare le dispositif et Adrian lui révèle que la mort de son mari et de son fils était un accident avant d'être tué par Cheng sous ses yeux. Le dispositif contrôlé désormais par Cheng donne l'ordre d'envoyer deux torpilles sur un porte-avions chinois, qui est coulé. Jack et Kate ne sont pas loin de la planque de Cross mais ils entrent en collision avec les Russes qui lancent un assaut contre les deux agents, qui sont en infériorité numérique.

### Épisode 11:21h00 - 22h00
- États-Unis /  Canada : 7 juillet 2014 sur Fox / Global
- France :
  - 8 juillet 2014 sur Canal+ Séries[5] (en VOSTFr)
  - 2 octobre 2014 sur Canal+[6] (en VF)
  - 27 avril 2015 sur Antenne Réunion

- États-Unis : 5,96 millions de téléspectateurs[58] (première diffusion)
- Canada : 1,43 million de téléspectateurs[59] (première diffusion + différé 7 jours)

- James Allenby-Kirk (Stosh)
- Jonathan Chan-Pensley (le bras droit de Cheng)
- Tuyen Do (Jiao Sim)
- Sam Hare (l'agent des Services Secrets qui protège Audrey no 2)
- Dan Li (le technicien chinois)
- Leemore Marrett Jr. (l'agent des Services Secrets qui protège Audrey no 1)
- Simon Naylor (le soldat no 1)
- Ingo Raudkivi (le leader de l’attaque armée russe no 1)
- Alexis Rodney (l'agent Fuller)
- Ronan Summers (l'agent des Services Secrets)
- Joseph Wicks (le garde du corps de Stolnavich)

Ces événements se déroulent entre 21:00 et 22:00.
- Jack et Kate arrivent à se sauver de l'embuscade des Russes et se rendent dans la planque de Cross. Jack identifie la voix de Cheng grâce à un enregistrement d'un téléphone d'un collègue d'Adrian. La CIA comprend que les Russes ont eu sa localisation avec l'aide de Mark Boudreau. Jack et Kate partent pour la résidence de James Heller, qui au même moment, est mis au courant par Jack du retournement de situation. Le président chinois Wei décide de faire des représailles dans l'heure en attaquant une base américaine. Heller doit entrer dans une course contre la montre pour prouver que l'homme derrière l'attaque du navire était Cheng, qui travaille avec Stolnavitch. Pour faire gagner du temps, Audrey propose d'aller voir une de ses amies, Jiao, qui travaille au consulat chinois et qui pourrait être convaincue de l'implication de Cheng.
- Courageusement, Chloé échappe à ses ravisseurs chinois, mais en sautant du camion elle dévale une pente dans un bois, où elle est assommée. Jack arrive à la résidence du président et menace de tuer Boudreau si ce dernier ne lui révèle pas son implication. Après ses révélations, Heller le condamne pour trahison mais Jack est convaincu qu'il peut arranger un rendez-vous avec Stolnavich. Boudreau revendique un asile en Russie en échange d'informations qu'il a eu des réunions avec Heller. Stolnavich accepte et grâce à Mark Boudreau, Jack et Kate lancent un assaut contre sa résidence. Mark se défend et tue par accident Stolnavich. Jack comprend qu'il n'y a pas que la collaboration avec les Russes mais également sa vengeance, notamment la tentative d'assassinat de l'ex-président russe à cause du meurtre de Renee Walker.
- Chloé se réveille dans le bois. Au même moment, Audrey rencontre Jiao qui accepte d'analyser les preuves de l'implication de Cheng et du sabotage du dispositif. Mais elle et les gardes du corps d'Audrey se font assassiner. Cheng détient en otage Audrey Boudreau avec un sniper.

### Épisode 12:22h00 - 11h00
- États-Unis /  Canada : 14 juillet 2014 sur Fox / Global
- France :
  - 15 juillet 2014 Canal+ Séries[5] (en VOSTFr)
  - 2 octobre 2014 sur Canal+[6] (en VF)
  - 27 avril 2015 sur Antenne Réunion

- États-Unis : 6,47 millions de téléspectateurs[61] (première diffusion)
- Canada : 1,35 million de téléspectateurs[62] (première diffusion + différé 7 jours)

- Jonathan Chan-Pensley (le bras droit de Cheng)
- Thomas Christian (l'agent Nash)
- Tuyen Do (Jiao Sim)
- Sam Hare (l'agent des Services Secrets qui protège Audrey no 2)
- Dan Li (le technicien chinois)
- Denis Lill (le capitaine du Letitcia)
- Jadran Malkovich (le mercenaire russe)
- Leemore Marrett Jr. (l'agent des Services Secrets qui protège Audrey no 1)
- Alison Pargeter (Lydia)
- Kevin Shen (le sniper chinois)
- Russell Wilcox (Andrew)

Ces événements se déroulent entre 22h00 et 23h00.
- Jack et Kate repèrent la localisation de Cheng mais décident de ne pas avertir la CIA pour qu'Audrey ne meure pas. Kate va libérer Audrey et arrive à tuer le sniper. Cependant un second tueur élimine Audrey. Apprenant la nouvelle, Jack est fou de rage et veut se venger de Cheng. Grâce à Belcheck et Chloe, il arrête Cheng et l'oblige à révéler son identité à la CIA et James Heller qui remettent immédiatement l'information au président Wei, qui arrête son armée. Pour venger Audrey, Jack décapite Cheng avec un Katana. Heller apprend la triste nouvelle et s'évanouit. Jack n'arrive pas à retrouver Chloe, kidnappée par les Russes qui veulent l'échanger avec lui-même le lendemain matin.
- Le lendemain matin, Kate Morgan, bouleversée par la mort d'Audrey, dépose son arme sur son bureau et part. Avant d'embarquer à bord d'Air Force One avec le cercueil d'Audrey, James Heller confie au ministre Davies que la maladie d'Alzheimer lui fera bientôt oublier la mort de sa fille. Jack se rend au lieu de rendez-vous, en dehors de Londres, où Chloe est remise en liberté. Il se rend aux Russes et monte dans un hélicoptère qui le conduira à Moscou.

- Cet épisode est le seul de 24 qui ne se déroule pas en temps réel. En effet, il y a une ellipse au cours de celui-ci afin de couvrir les 24 h prévues[60].
- Cet épisode est également le seul de la série à présenter deux chronos silencieux : un en milieu d'épisode, et l'autre à la toute fin (concluant ainsi la saison).

## Audiences aux États-Unis

### Taux sur les 18-49 ans
Le taux sur les 18-49 ans est un des critères importants pour juger de l'avenir (renouvellement ou annulation) des séries diffusées à la télévision américaine. Un taux de 1,0 % signifie que 1,0 % de tous les habitants du pays ayant entre 18 et 49 ans regarde le programme.
| N° d'épisode | Taux sur les 18-49 ans (en %) |
| ------------ | ----------------------------- |
| 1            | 2,6                           |
| 2            | 2,6                           |
| 3            | 2,0                           |
| 4            | 1,7                           |
| 5            | 1,5                           |
| 6            | 1,8                           |
| 7            | 1,6                           |
| 8            | 1,4                           |
| 9            | 1,4                           |
| 10           | 1,4                           |
| 11           | 1,4                           |
| 12           | 1,7                           |

### Audiences moyennes
- Sur le nombre de téléspectateurs, cette saison totalise une moyenne de 6,33 millions de téléspectateurs[63].
- Sur le taux 18-49 ans, cette saison totalise un taux moyen de 1,8 %[63].

En prenant en compte les épisodes diffusés du 22 mai au 24 juillet, 24: Live Another Day s'impose comme la deuxième série la plus suivie aux États-Unis de l'été sur la cible commerciale des 18-49 ans, derrière Under the Dome.
Ces chiffres sont basés sur les audiences des épisodes inédits enregistrés lors de leur jour de diffusion et non en Live + 7 jours.